# Pandanus teuszii
Espèce
Statut de conservation UICN

 DD  : Données insuffisantes
Pandanus teuszii est une espèce de plantes de la famille des Pandanacées.